# 라디오 필리핀 네트워크

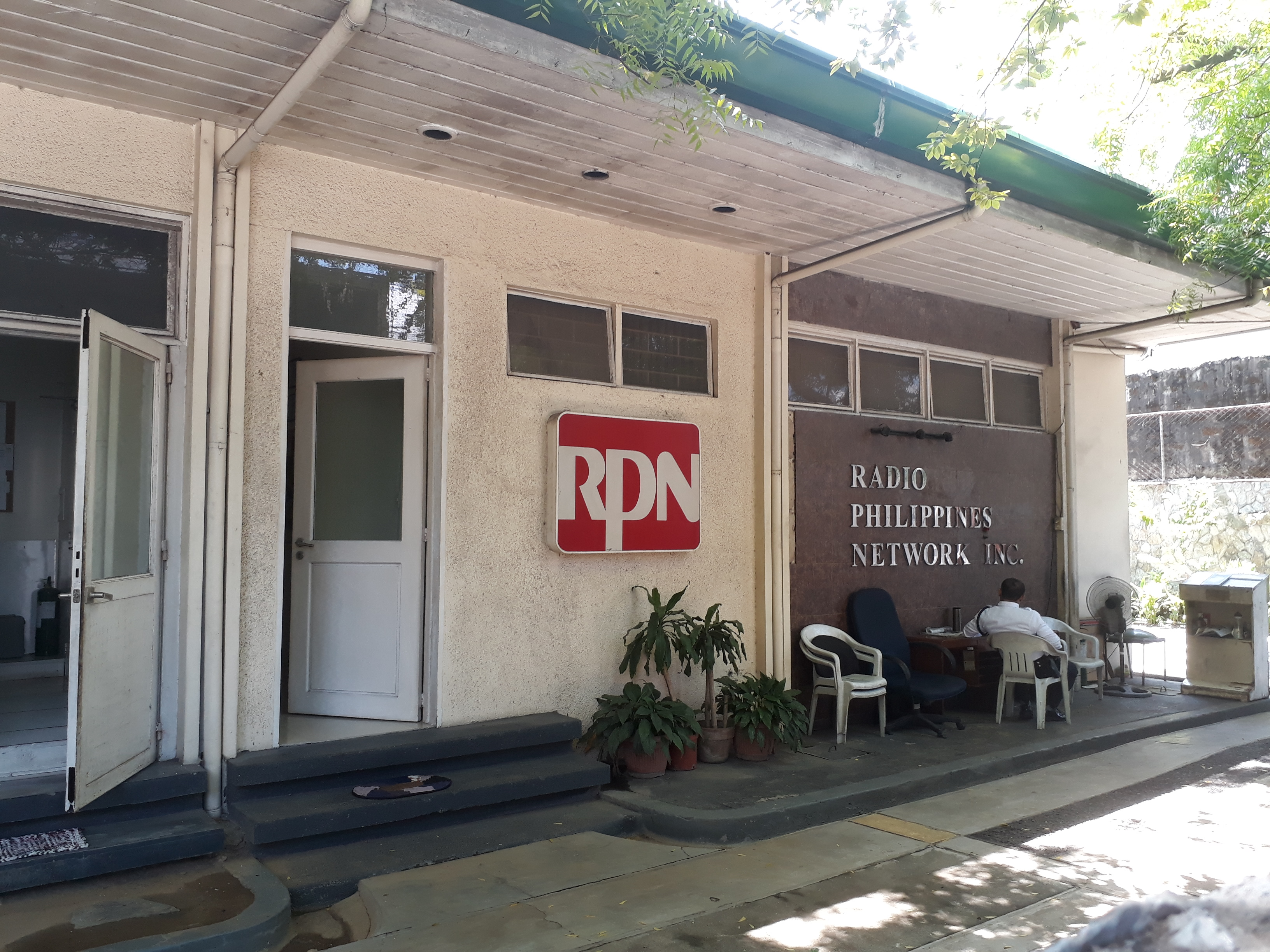

라디오 필리핀 네트워크(영어: Radio Philippines Network/RPN)은 필리핀의 텔레비전 네트워크이다.